# Ach synku, synku

Notový zápis s písňovým textem

Ach synku, synku je známá česká lidová píseň. Údajně měla být nejoblíbenější písní prvního československého prezidenta T. G. Masaryka, ale dle Masarykova životopisu sepsaného Zdeňkem Nejedlým to byla píseň Teče, voda teče.
Píseň je jednou z 50 melodií, které hraje zvonkohra v bazilice svatého Petra a Pavla na pražském Vyšehradě.